# Karstenia clematidis
Karstenia clematidis är en svampart som först beskrevs av William Phillips, och fick sitt nu gällande namn av Sherwood 1980. Karstenia clematidis ingår i släktet Karstenia, ordningen Rhytismatales, klassen Leotiomycetes, divisionen sporsäcksvampar och riket svampar.   Inga underarter finns listade i Catalogue of Life.